# 망가라치바

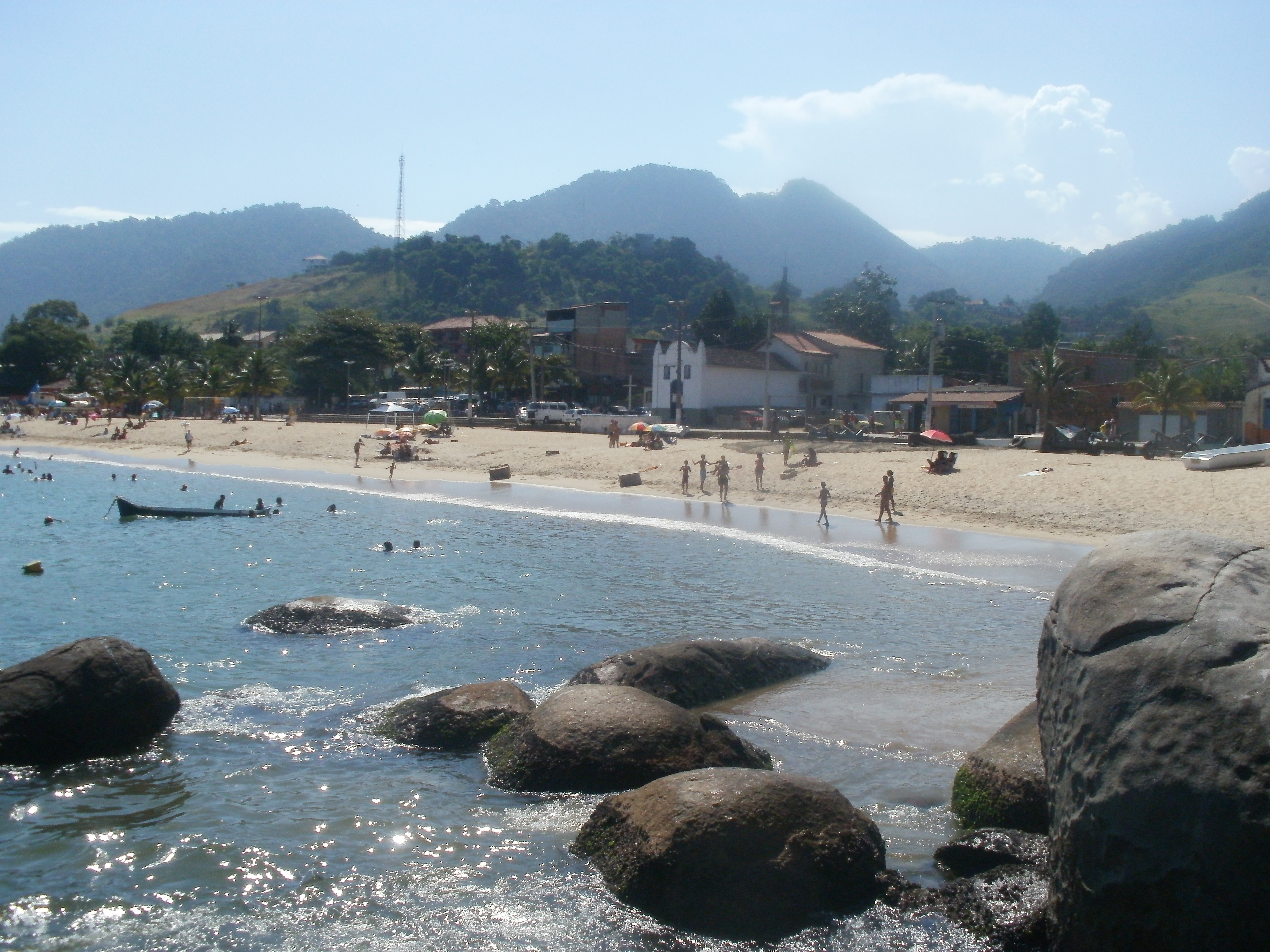

망가라치바(포르투갈어: Mangaratiba)는 브라질 리우데자네이루주의 도시이다.